# Klaonica
Klaonica je industrijski objekt, skup zgrada u kojima se domaće životinje kolju radi dobivanja svježeg mesa.
Klaonice mogu biti pod upravom općina za mjesne poljoprivrednike ili kao tvrtka s pokretnom vrpcom za tvorničko masovno klanje.
Općinske klaonice zamijenile su u zapadnom svijetu kolinje u domaćinstvima gdje se je to često događalo u otvorenom uz moguće higijenske nedostatke.
Životinje koje se najčešće kolju su krave (za govedinu i teletinu), ovce (za ovčetinu i janjetinu), svinje (za svinjetinu i prasetinu) te perad i konje za dostavu mesnicama, trgovinama i supermarketima.
Oko 45-50 % od životinje može biti pretvoreno u jestive proizvode (meso). Oko 15 % su otpad, a ostatak od 40-45 % rabi se za nusproizvode kao što su koža, sapuni ili ljepila.[nedostaje izvor]

## Postupci
Koraci pri klanju životinja su primjerice: omamljivanje, ubadanje, uklanjanje dlaka, uklanjanje organa, dijeljenje trupa, kostiju i izrezivanje mesa u male komadiće.

## Povijest
Prve industrijske klaonice nastale su oko 1845. u Cincinnatiju. Masovna proizvodnja mesa na tekućoj vrpci nastala je u Chicagou. 

## Vanjske poveznice
|  | Zajednički poslužitelj ima još gradiva o temi Slaughterhouses |

- Dokumentacija o klaonicama 1
- Dokumentacija o klaonicama 2
- Dokumentacija o klaonicama 3
- Serijsko klanje teladi